# 유권해석
유권 해석(authoritative interpretation, 有權解釋)이란 한 국가기관이 주어진 권한에 근거해서 하는 구속력 있는 법 해석을 뜻한다. 공권적 해석(公權的解釋) 또는 강제적 해석이라고도 한다. 법 적용을 임무로 하는 법원이 행하는 사법해석이 가장 보편적이며, 대법원을 정점으로 하여 사법해석은 통일되어 있다. 사법해석은 판례라는 형태로 남으며, 법 해석의 유력한 근거가 된다. 사법해석 이외에 입법할 때 법 스스로 해석하는 입법해석, 법 집행에서 행정기관이 통보 등으로 해석하는 행정해석이 있다. 입법해석은 법 자체이며, 이러한 맥락에서 행정해석은 최종적 구속력이 없다고 할 수 있다.

## 종류

### 사법해석
사법 해석은 판례로 남으며 이후 유사한 재판에서의 판결에 유력한 근거가 됨으로 법에의한 판결의 범위를 벗어난 유권해석의 판결을 할시 많은 재판에 혼돈을 가져오게 된다.

## 같이 보기
- 비조치의견서